# Гварі (мова)
Гварі — мова, що належить до нігеро-конголезької макросімʼї, вольта-нігерської сімʼї. Поширена в Нігерії. Є два різновиди: гбагі (штати Кадуна, Нігер, Насарава, Когі) та гбарі (штати Нігер і Когі).

## Писемність
Латинська абетка для мови гбарі була введена у 2001 році.
| A a | B b | Ɓ ɓ | D d | Ɗ ɗ | Dz dz | E e | F f | G g | Gb gb | H h | I i | J j  | K k |
| --- | --- | --- | --- | --- | ----- | --- | --- | --- | ----- | --- | --- | ---- | --- |
| /a/ | /b/ | /ɓ/ | /d/ | /ɗ/ | /d͡z/  | /e/ | /f/ | /g/ | /ɡ͡b/  | /h/ | /i/ | /d͡ʒ/ | /k/ |

| Kp kp | L l | M m | N n | O o | P p | R r | S s | T t | Ts ts | U u | V v | Y y | Z z |
| ----- | --- | --- | --- | --- | --- | --- | --- | --- | ----- | --- | --- | --- | --- |
| /k͡p/  | /l/ | /m/ | /n/ | /o/ | /p/ | /r/ | /s/ | /t/ | /t͡s/  | /u/ | /v/ | /j/ | /z/ |

- Тони передаються шляхом простановки над буквами для голосних діакритичних знаків: акут ( ´ ) — високий тон; гравіс ( ` ) — низький; гачек ( ˇ ) — спадаючий; циркумфлекс ( ˆ ) — зростаючий. Середній тон позначається написанням букв для голосних без перерахованих діакритичних знаків.

## Додаткові джерела і посилання
- Новий Завіт мовою ґбарі.